# 5318 Dientzenhofer
Dientzenhofer (asteróide 5318) é um asteróide da cintura principal, a 1,9822177 UA. Possui uma excentricidade de 0,1341559 e um período orbital de 1 265,21 dias (3,47 anos).
Dientzenhofer tem uma velocidade orbital média de 19,68506761 km/s e uma inclinação de 3,31068º.
Este asteróide foi descoberto em 21 de Abril de 1985 por Antonín Mrkos.